# Oost-Maleisië

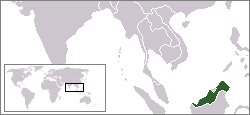
Oost-Maleisië

Oost-Maleisië omvat de Maleisische deelstaten Sabah en Sarawak, die beide gelegen zijn op het eiland Borneo. Oost-Maleisië is door de Zuid-Chinese Zee gescheiden van West-Maleisië dat op het schiereiland Malakka ligt. Oost-Maleisië is dunner bevolkt en minder ontwikkeld dan West-Maleisië, maar beschikt wel over belangrijke bodemschatten, waaronder belangrijke olie- en gasreserves. Circa 20% van de Maleisische bevolking woont in Oost-Maleisië (60% van de oppervlakte van het land).

## Geschiedenis
Zowel Sabah (voormalig Noord-Borneo) als Sarawak waren aparte Britse kolonies en waren geen onderdeel van de Federatie van Malaya toen deze in 1957 onafhankelijk werd. In 1963 besloten beide gebieden deel uit te maken van de Federatie van Maleisië.